# Léon Mébiame Mba
Pour les articles homonymes, voir Mba.
Ne doit pas être confondu avec Léon Mba.
Léon Mébiame Mba, né le 1er septembre 1934, et mort dans la nuit du 17 au 18 décembre 2015,, est vice-président du gouvernement de 1967 à 1975 puis Premier ministre du Gabon de 1975 à 1990.

## Biographie
Faisant partie de l'ethnie Fang, il naît à Libreville,. Sous l'administration coloniale française, il est inspecteur de la police fédérale en 1956 et est affecté au Tchad du 6 janvier 1957 à mars 1959. 
Proche du président Omar Bongo, il est vice-président du Gabon du 25 janvier 1968 à 1975 ; lorsque cette fonction est abolie, il est ensuite désigné Premier ministre et officie du 16 avril 1975 au 3 mai 1990. Il rejoint ensuite l'opposition au début des années 1990,.
Le 6 novembre 2008, succédant à Joachim Boussamba, il est nommé président de la Chambre de Commerce, de l'Industrie et des Mines de Libreville. Il prend ses fonctions le 4 décembre 2008.
Il meurt dans la nuit du 17 au 18 décembre 2015 à Libreville.